# Skilanglauf-Weltcup in Düsseldorf
Der Skilanglauf-Weltcup in Düsseldorf gehörte von der Saison 2002/03 bis 2011/12 zum Skilanglauf-Weltcup. Er wurde vom Internationalen Ski-Verband (FIS) und der allrounder winter world gmbh & co.kg (später allrounder mountain resort gmbh & co. kg) veranstaltet. Das Organisationskomitee bestehend aus den Vertretern der allrounder winter world gmbh & co.kg, der Stadt Düsseldorf (später Sportagentur Düsseldorf) und des Westdeutschen Skiverbandes e.V. Chef des Organisationskomitees war August Pollen, einer der beiden geschäftsführenden Gesellschafter der Skihalle Neuss. Die Rennen fanden in der Nordrhein-Westfälischen Landeshauptstadt Düsseldorf an der Rheinuferpromenade statt. Die Rundstrecke hatte meistens eine Länge von 830 Metern. Außerdem gab es 2010 eine zusätzliche Verlängerung der Strecke auf ca. 1.100 Meter, indem der Burgplatz am äußeren Rand umlaufen werden müsste.

## Geschichte
Die Idee für einen Skilanglauf-Weltcup im Raum Düsseldorf kam bei einem On-Snow-Event in der Skihalle Neuss im Jahr 2001. In der Neusser Skihalle fand die Einkleidung der deutschen Olympiamannschaft für die Olympischen Winterspiele 2002 in Salt Lake City statt. Zwischen dem damaligen deutschen Skilanglaufbundestrainer Jochen Behle und dem Geschäftsführer der Skihalle, August Pollen gab es Gespräche, einen Weltcup am Rhein in der noch jungen Disziplin Langlauf-Sprint zu veranstalten. Der damalige Oberbürgermeister von der Stadt Düsseldorf Joachim Erwin war schnell von der Idee begeistert. Außerdem konnte man die FIS von der Durchführung begeistern. Binnen eines Jahres stellte man ein Organisationskomitee um den Veranstalter der allrounder winter world gmbh & co.kg zusammen. Die weiteren Mitglieder des Organisationskomitees waren der Westdeutsche Skiverband e.V. als Vertreter des Deutschen Skiverbands sowie die Stadt Düsseldorf. Chef des Organisationskomitees war August Pollen.
Die Sponsoren waren auch schnell gefunden mit dem gesamten Snow-Event mit weiteren Attraktionen auf Schnee auch für die Zuschauer, in welches der FIS-Skilanglauf-Weltcup integriert war, aufgewertet wurde. Ziel der Veranstalter war es, vielen Menschen im flachen Nordrhein-Westfalen den professionell betriebenen Schneesport näher zu bringen und darüber hinaus Interesse für Sport im Schnee zu wecken. Nachdem alles geregelt war, ging der erste Skilanglauf-Weltcup am 26. Oktober 2002 über die Bühne mit dem Sprint der Damen und Herren, einen Tag später musste der Team-Sprint abgesagt werden. Nach zehn Auflagen war es mit dem Weltcup in Düsseldorf vorbei. Von der Saison 2002/03 bis 2007/08 war der Weltcup der Saisonauftakt im Oktober und von 2008/09 bis 2011/12 wurde er im Dezember veranstaltet.

## Ergebnisse

### Damen
| Auflage | Saison  | Disziplin       | Sieger                                           | Zweiter                                             | Dritter                                          |
| ------- | ------- | --------------- | ------------------------------------------------ | --------------------------------------------------- | ------------------------------------------------ |
| 01      | 2002/03 | Sprint Freistil | Marit Bjørgen                                    | Gabriella Paruzzi                                   | Anita Moen                                       |
| 01      | 2002/03 | Teamsprint      | abgesagt                                         | abgesagt                                            | abgesagt                                         |
| 02      | 2003/04 | Sprint Freistil | Gabriella Paruzzi                                | Aljona Sidko                                        | Jewgenija Chachina                               |
| 02      | 2003/04 | Teamsprint      | Norwegen IHilde G. Pedersen Marit Bjørgen        | Deutschland IUschi Disl Claudia Künzel              | Russland IAljona Sidko Jewgenija Chachina        |
| 03      | 2004/05 | Sprint Freistil | Marit Bjørgen                                    | Anna Dahlberg                                       | Gabriella Paruzzi                                |
| 03      | 2004/05 | Teamsprint      | Norwegen IHilde G. Pedersen Marit Bjørgen        | Deutschland IManuela Henkel Evi Sachenbacher-Stehle | Italien IArianna Follis Gabriella Paruzzi        |
| 04      | 2005/06 | Sprint Freistil | Marit Bjørgen                                    | Aino-Kaisa Saarinen                                 | Natalja Matwejewa                                |
| 04      | 2005/06 | Teamsprint      | Norwegen IHilde G. Pedersen Marit Bjørgen        | Norwegen IIElla Gjømle Guro Strøm Solli             | Russland IMatwejewa Alena Sidko                  |
| 05      | 2006/07 | Sprint Freistil | Marit Bjørgen                                    | Natalja Matwejewa                                   | Ella Gjømle                                      |
| 05      | 2006/07 | Teamsprint      | NorwegenMarit Bjørgen Ella Gjømle                | SchwedenLina Andersson Britta Johansson Norgren     | FinnlandVirpi Kuitunen Aino-Kaisa Saarinen       |
| 06      | 2007/08 | Sprint Freistil | Natalja Matwejewa                                | Marit Bjørgen                                       | Anna Dahlberg                                    |
| 06      | 2007/08 | Teamsprint      | Schweden IICharlotte Kalla Britta Norgren        | Russland INatalja Korosteljowa Natalja Matwejewa    | Finnland IPirjo Muranen Virpi Kuitunen           |
| 07      | 2008/09 | Sprint Freistil | Petra Majdič                                     | Natalja Matwejewa                                   | Maiken Caspersen Falla                           |
| 07      | 2008/09 | Teamsprint      | Russland INatalja Korosteljowa Natalja Matwejewa | Norwegen ICeline Brun-Lie Maiken Caspersen Falla    | Deutschland IClaudia Nystad Stefanie Böhler      |
| 08      | 2009/10 | Sprint Freistil | Hanna Falk                                       | Natalja Korosteljowa                                | Vesna Fabjan                                     |
| 08      | 2009/10 | Teamsprint      | Italien IMagda Genuin Arianna Follis             | Schweden IIda Ingemarsdotter Hanna Falk             | Norwegen ICeline Brun-Lie Maiken Caspersen Falla |
| 09      | 2010/11 | Sprint Freistil | Arianna Follis                                   | Kikkan Randall                                      | Vesna Fabjan                                     |
| 09      | 2010/11 | Teamsprint      | Italien IMagda Genuin Arianna Follis             | Norwegen IMaiken Caspersen Falla Celine Brun-Lie    | KanadaDaria Gaiazova Chandra Crawford            |
| 10      | 2011/12 | Sprint Freistil | Kikkan Randall                                   | Natalja Matwejewa                                   | Laurien van der Graaff                           |
| 10      | 2011/12 | Teamsprint      | Norwegen IMari Eide Maiken Caspersen Falla       | Vereinigte Staaten ISadie Bjornsen Kikkan Randall   | Russland INatalja Korosteljowa Natalja Matwejewa |

### Männer
| Auflage | Saison  | Disziplin           | Sieger                                         | Zweiter                                    | Dritter                                     |
| ------- | ------- | ------------------- | ---------------------------------------------- | ------------------------------------------ | ------------------------------------------- |
| 01      | 2002/03 | Sprint Freistil     | Peter Larsson                                  | Thobias Fredriksson                        | Tor Arne Hetland                            |
| 01      | 2002/03 | Teamsprint          | abgesagt                                       | abgesagt                                   | abgesagt                                    |
| 02      | 2003/04 | Sprint Freistil     | Peter Larsson                                  | Martin Koukal                              | Thobias Fredriksson                         |
| 02      | 2003/04 | Teamsprint Freistil | Schweden IPeter Larsson Thobias Fredriksson    | Deutschland IAxel Teichmann Tobias Angerer | Norwegen IITor Arne Hetland Håvard Bjerkeli |
| 03      | 2004/05 | Sprint Freistil     | Peter Larsson                                  | Tor Arne Hetland                           | Cristian Zorzi                              |
| 03      | 2004/05 | Teamsprint Freistil | Norwegen IHåvard Bjerkeli Tor Arne Hetland     | Deutschland ITobias Angerer Axel Teichmann | Deutschland IIIToni Lang Andreas Stitzl     |
| 04      | 2005/06 | Sprint Freistil     | Peter Larsson                                  | Tor Arne Hetland                           | Thobias Fredriksson                         |
| 04      | 2005/06 | Teamsprint Freistil | Norwegen IITrond Iversen Johan Kjølstad        | Schweden IThobias Fredriksson Björn Lind   | Norwegen IEldar Rønning Tor Arne Hetland    |
| 05      | 2006/07 | Sprint Freistil     | Eldar Rønning                                  | Øystein Pettersen                          | Tor Arne Hetland                            |
| 05      | 2006/07 | Teamsprint Freistil | SchwedenPeter Larsson Björn Lind               | NorwegenEldar Rønning Øystein Pettersen    | ItalienCristian Zorzi Renato Pasini         |
| 06      | 2007/08 | Sprint Freistil     | Josef Wenzl                                    | Björn Lind                                 | John Kristian Dahl                          |
| 06      | 2007/08 | Teamsprint Freistil | Schweden IThobias Fredriksson Peter Larsson    | Norwegen IIJohan Kjølstad Tor Arne Hetland | Schweden IIMarcus Hellner Emil Jönsson      |
| 07      | 2008/09 | Sprint Freistil     | Ola Vigen Hattestad                            | Tor Arne Hetland                           | Fabio Pasini                                |
| 07      | 2008/09 | Teamsprint Freistil | Norwegen ITor Arne Hetland Ola Vigen Hattestad | Schweden IBjörn Lind Thobias Fredriksson   | Russland IAlexei Petuchow Nikolai Morilow   |
| 08      | 2009/10 | Sprint Freistil     | Alexei Petuchow                                | Anders Gløersen                            | Eirik Brandsdal                             |
| 08      | 2009/10 | Teamsprint Freistil | Russland INikolai Morilow Alexei Petuchow      | Norwegen IEirik Brandsdal Anders Gløersen  | Schweden IIRobin Bryntesson Björn Lind      |
| 09      | 2010/11 | Sprint Freistil     | Emil Jönsson                                   | Fulvio Scola                               | Øystein Pettersen                           |
| 09      | 2010/11 | Teamsprint Freistil | Norwegen IIOla Vigen Hattestad Anders Gløersen | Schweden IMats Larsson Emil Jönsson        | Italien IIFabio Pasini David Hofer          |
| 10      | 2011/12 | Sprint Freistil     | Ola Vigen Hattestad                            | Alexei Petuchow                            | Pål Golberg                                 |
| 10      | 2011/12 | Teamsprint Freistil | Schweden IJesper Modin Teodor Peterson         | Russland INikita Krjukow Alexei Petuchow   | Norwegen IPål Golberg Ola Vigen Hattestad   |